# 馬爾科·伊沃維奇
馬爾科·伊沃維奇（1990年12月22日—）是一位塞爾維亞排球運動員。他現在效力於俄羅斯排球聯賽貝爾哥羅德。他也代表塞爾維亞國家排球隊參賽，參加了2012年倫敦奧運會的比賽。